# 桑迪·戈斯
桑迪·戈斯（英語：Sandy Goss，1968年10月2日—），加拿大男子游泳运动员，主攻自由泳。他曾代表加拿大参加1984年和1988年夏季奥林匹克运动会游泳比赛，获得二枚银牌。